# Куримани
Куримани, або Курімани (словац. Kurimany) — село в Словаччині, Левоцькому окрузі Пряшівського краю. Розташоване на півночі східної Словаччини в північно-західній частині Горнадської улоговини.
Уперше згадується у 1298 році.
У селі є римо-католицький костел св. Квирина з другої половини 17 століття в стилі бароко збудований на старому ранньоготичному фундаменті, пізніше у 18 столітті кілька разів перебудований, огороджений муром, готична хрестительниця з 14 століття.

## Населення
| Рік:            | 1994. | 2004.   | 2014.   | 2024.   |
| --------------- | ----- | ------- | ------- | ------- |
| Кількість осіб: | 347   | 367     | 369     | 390     |
| Різниця:        |       | +5,76 % | +0,54 % | +5,69 % |

| Рік:            | 2023. | 2024.   |
| --------------- | ----- | ------- |
| Кількість осіб: | 383   | 390     |
| Різниця:        |       | +1,82 % |

У селі проживає 385 осіб.
Національний склад населення (за даними останнього перепису населення — 2001 року):
- словаки — 99,16 %.

Склад населення за приналежністю до релігії станом на 2001 рік:
- римо-католики — 99,16 %,
- греко-католики — 0,28 %,
- не вважають себе вірянами або не належать до жодної вищезгаданої конфесії — 0,56 %